# Лаврентьев, Александр Николаевич
Алекса́ндр Никола́евич Лавре́нтьев (р. 1954) — советский и российский искусствовед, историк искусства, дизайнер-график, куратор фотографических выставок. Доктор искусствоведения, профессор. Проректор по научной работе Московской государственной художественно-промышленной академии имени С. Г. Строганова. Внук Александра Родченко и Варвары Степановой.

## Биография
Александр Лаврентьев родился в 1954 году. Внук Александра Родченко и Варвары Степановой.
В 1976 году окончил Московское высшее художественно-промышленное училище (бывшее Строгановское).
Занимается историей дизайна и фотографии.
Работал во Всесоюзном научно-исследовательском институте технической эстетики (ВНИИТЭ).
С 1994 года преподаёт в Московской государственной художественно-промышленной академии имени С. Г. Строганова; проректор по научной работе. Преподаватель Московской школы фотографии и мультимедиа имени Родченко (курс «Фотокомпозиция»). Доктор искусствоведения, профессор.
Практикующий дизайнер-график, куратор фотографических выставок. Куратор фоторазделов выставок «Париж-Москва» и «Москва-Берлин».
Способствует сохранению и популяризации творческого наследия А. М. Родченко. В 2021 году принял активное участие в реконструкции «Рабочего клуба», который был создан в 1925 году в интерьере советского павильона на Всемирной выставке в Париже и впоследствии утрачен.

## Участие в творческих и общественных организациях
- Член Московского союза художников (ассоциация критики)[2]
- Член Союза дизайнеров России[2]
- Член Союза фотохудожников России[2]

## Награды и премии
- Серебряная медаль Академии художеств СССР (1978)[3]
- Диплом Академии графического дизайна на Всероссийской выставке-конкурсе «Дизайн’98» (1998)[3]
- Диплом Третьей степени Всероссийского конкурса «Искусство книги» (2003)[3]
- Премия Правительства РФ в области образования (2010)[3]